# Canon de 305 mm/46 modèle 1909
Le canon de 305 mm/46 modèle 1909 est un canon naval de gros calibre utilisé par les cuirassés de plusieurs classes de la Regia Marina, de la Première jusqu'à la Seconde Guerre mondiale.

## Utilisation
Le canon de 305 mm/46 modèle 1909 est installé sur les navires des classes Andrea Doria, Conte di Cavour et sur le cuirassé Dante Alighieri durant la Première Guerre mondiale. Dans les années 1930, les canons des Conte di Cavour et Giulio Cesare et des unités de la classe Andrea Doria seront modifiés. Ils sont alésés afin d'agrandir leur diamètre, passant ainsi de 305 mm à 320 mm (en).